# Robert I. Parmský

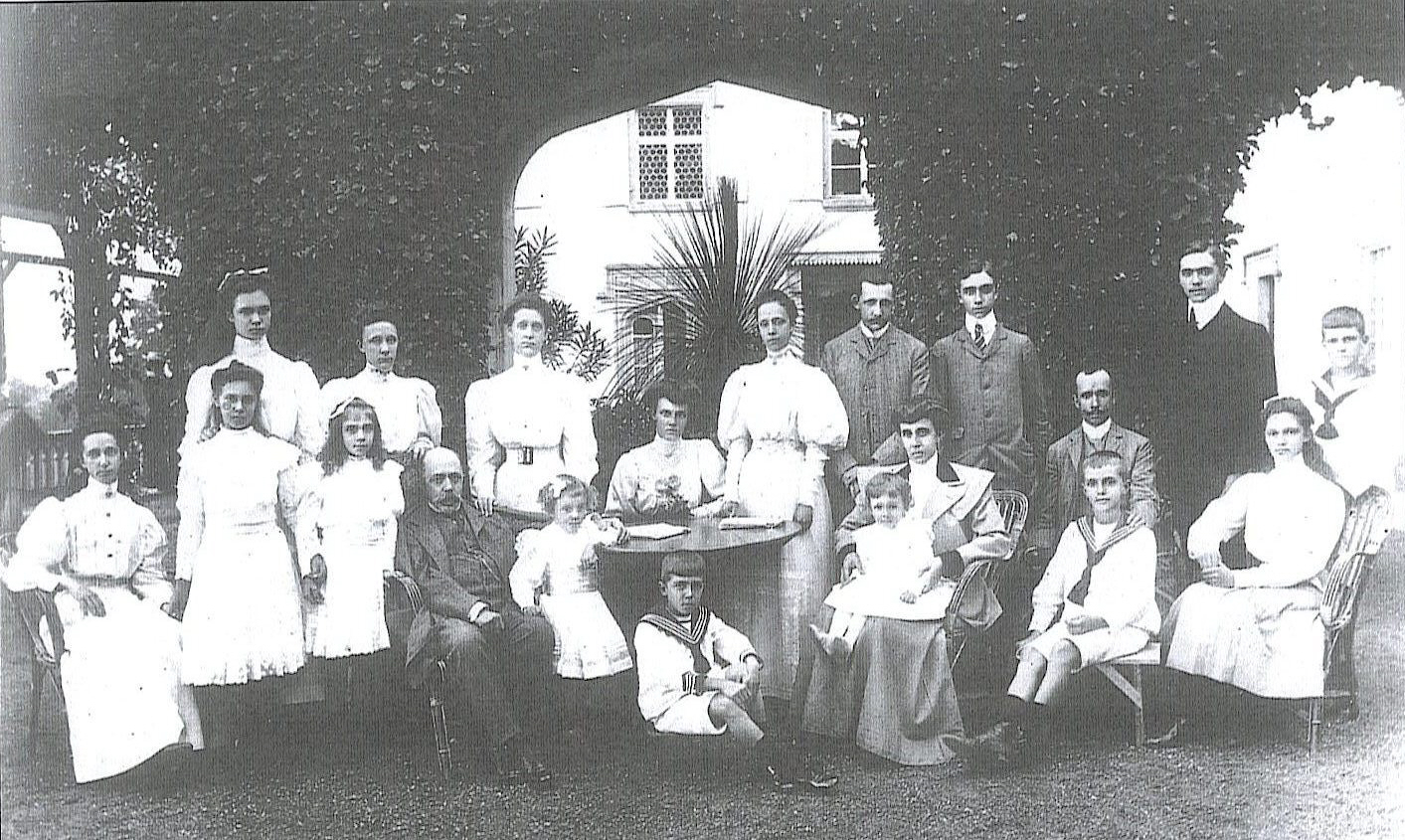
Robert I. s rodinou

Robert I. Parmský (9. července 1848, Florencie – 16. listopadu 1907, Lucca) byl hlava parmské větve Bourbonské dynastie a poslední vládnoucí vévoda v Parmě, Piacenze a Guastalle. Jedním z jeho mnoha potomků byla poslední rakouská císařovna a uherská královna Zita.

## Původ
Narodil se z manželství parmského vévody Karla III. s Luisou Marií Bourbonskou. Matka byla po otci Karlu Bourbonském vnučkou francouzského krále Karla X. a po matce Marii Karolíně vnučkou krále obojí Sicílie Františka I. a pravnučkou císaře Leopolda II. Jeho otec přišel na svět z manželství etrurského krále Karla Ludvíka s Marií Terezou Savojskou a byl tak vnukem etrurijského krále Ludvíka I., španělského krále Karla IV. a sardinského krále Viktora Emanuela I.
Robert měl tři sourozence. Starší sestru Markétu (1847–1893), která se provdala za madridského vévodu a titulárního krále francouzského a španělského Karla Mariu Bourbonského, a dva mladší sourozence. Alice (1849–1935) se stala manželkou titulárního toskánského vévody Ferdinanda IV. a Jindřichovi (1851–1905) náležel titul hraběte z Bardi.

## Vláda
Na vévodský stolec nastoupil poté, co byl jeho otec roku 1854 zabit. Bylo mu tehdy teprve šest let, proto fakticky vládla jeho matka Louisa Marie Terezie z Artois, sestra hraběte ze Chambord, jako regentka. Vévodkyně schvalovala některé z mnoha reakcionářských spolupracovníků svého muže, byla však překvapena mazziniovským hnutím z července 1854 a přešla na tvrdě represivní politiku, která vedla až k druhé válce za nezávislost.
Roku 1859, při vypuknutí druhé války za nezávislost, byl Robert ve  svých jedenácti letech sesazen a jeho matka se raději rozhodla evakuovat rodinu do Lombardska-Benátska, v očekávání, že boje brzo skončí. Následoval smír z Villafranca, po němž Sardinské království, (po plebiscitu z roku 1860), anektovalo Parmské vévodství s městem Parmou i Toskánsko, aby tak vytvořilo větší společný útvar Italské království.

## Život bez koruny
I přes ztrátu trůnu Robert a jeho rodina disponovali významným dědictvím, například soukromým vlakem čítajícím více než tucet vozů, vlastním zámkem ve Schwarzau am Steinfeld poblíž Vídně, sídlem Villa Pianore v Toskánsku a honosným zámkem Chambord ve Francii.
Robert I. zemřel ve Viareggiu roku 1907. Necelé čtyři měsíce po jeho smrti v roce 1907, bylo šest dětí z jeho prvního manželství shledáno právně nezpůsobilými, a byli svěřeni jeho vdově vévodkyni Marii Antonii. Přesto se Robertovým dědicem stal Eliáš, vévoda z Parmy (1880-1959), jeho mladší syn z jeho prvního manželství.
Někteří z jeho synů sloužili v ozbrojených složkách Rakouska jiní v armádě Belgie.

## Rodina
Dne 5. dubna 1869 se na zámku San Martino u Luccy oženil s princeznou Marií Piou (1849–1882), dcerou bývalého krále obojí Sicílie Ferdinanda II. Z manželství se narodilo 12 dětí, z nichž však polovina trpěla mentálním postižením, dvě zemřely krátce po narození, a porod posledního nepřežilo dítě ani matka. Následnictví pokračovalo po linii syna Eliáše Roberta.
Robertovou druhou ženou se pak 15. října 1884 na zámku Fischhorn v Zell am See stala dcera sesazeného portugalského krále Michala I., Marie Antonie z rodu Braganzů. Marie Antonie dala život dalším 12 dětem, z nichž se nejvíce proslavila dcera Zita, která se provdala za pozdějšího rakousko-uherského panovníka Karla I.

### Děti s Marií Piou Bourbonskou
- Maria Luisa (1870–1899) ∞ 1893 bulharský car Ferdinand I. Bulharský
- Ferdinand Maria (5. března 1871 – 14. dubna 1871)
- Luisa Marie (1872–1943), mentálně postižená
- Jindřich Maria (1873–1939), mentálně zaostalý, titulární parmský vévoda (1907-39)
- Marie Imakuláta (1874–1914), mentálně postižená
- Josef Maria (1875–1950), mentálně zaostalý, titulární parmský vévoda (1939–50)
- Marie Tereza (1876–1959), mentálně postižená
- Marie Pia (1877–1915), mentálně postižená
- Beatrice (1879–1946) ∞ 1906 hrabě Peter Lucchesi Palli
- Eliáš Robert (1880–1959), titulární parmský vévoda (1950–59), vykonával funkci hlavy rodu i místo svých nemocných starších bratrů, ∞ 1903 arcivévodkyně Marie Anna Rakouská
- Marie Anastázie (25. srpna 1881 – 7. září 1881)
- August (*/† 22. září 1882), zemřel při narození společně s matkou

### Děti s Marií Antonií z Braganzy
- Adéla Erika (1885–1959), jeptiška benediktinského řádu kláštera v Solesmes
- Sixtus Ferdinand (1886–1934) ∞ 1919 Hedvika z La Rochefoucauld
- František Xaver (1889–1977) ∞ 1927 Magdalena Bourbonsko-Bussetská
- Františka Josefa (1890–1978), jeptiška benediktinského řádu kláštera v Solesmes
- Zita Marie (1892–1989) ∞ 1911 pozdější rakouský císař Karel I.
- Felix Maria (1893–1970) ∞ 1919 lucemburská velkovévodkyně Šarlota Lucemburská
- Renato (1894–1962) ∞ 1921 dánská princezna Markéta Dánská
- Marie Antonie (1895–1937), jeptiška benediktinského řádu kláštera v Solesmes
- Izabela Marie (1898–1984)
- Ludvík Karel (1899–1967) ∞ 1939 italská princezna Marie Františka Savojská
- Jindřiška Anna (1903–1987), hluchoněmá
- Kajetán Maria (1905–1958) ∞ 1931 princezna Markéta Thurn-Taxis (rozvedeno)

## Vývod z předků
|                   |                                       |  |                             |                                      |  |  |  |  |  |  |  | Ferdinand Parmský |
|                   |                                       |  |                             |                                      |  |  |  |  |  |  |  |                   |
|                   | Ludvík Parmský                        |  |                             |                                      |  |  |  |  |  |  |  |                   |
|                   |                                       |  |                             |                                      |  |  |  |  |  |  |  |                   |
|                   |                                       |  |                             | Marie Amálie Habsbursko-Lotrinská    |  |  |  |  |  |  |  |                   |
|                   |                                       |  |                             |                                      |  |  |  |  |  |  |  |                   |
|                   | Karel II. Parmský                     |  |                             |                                      |  |  |  |  |  |  |  |                   |
|                   |                                       |  |                             |                                      |  |  |  |  |  |  |  |                   |
|                   |                                       |  |                             | Karel IV. Španělský                  |  |  |  |  |  |  |  |                   |
|                   |                                       |  |                             |                                      |  |  |  |  |  |  |  |                   |
|                   | Marie Luisa Španělská                 |  |                             |                                      |  |  |  |  |  |  |  |                   |
|                   |                                       |  |                             |                                      |  |  |  |  |  |  |  |                   |
|                   |                                       |  |                             | Marie Luisa Parmská                  |  |  |  |  |  |  |  |                   |
|                   |                                       |  |                             |                                      |  |  |  |  |  |  |  |                   |
|                   | Karel III. Parmský                    |  |                             |                                      |  |  |  |  |  |  |  |                   |
|                   |                                       |  |                             |                                      |  |  |  |  |  |  |  |                   |
|                   |                                       |  |                             | Viktor Amadeus III.                  |  |  |  |  |  |  |  |                   |
|                   |                                       |  |                             |                                      |  |  |  |  |  |  |  |                   |
|                   | Viktor Emanuel I.                     |  |                             |                                      |  |  |  |  |  |  |  |                   |
|                   |                                       |  |                             |                                      |  |  |  |  |  |  |  |                   |
|                   |                                       |  |                             | Marie Antonie Španělská              |  |  |  |  |  |  |  |                   |
|                   |                                       |  |                             |                                      |  |  |  |  |  |  |  |                   |
|                   | Marie Tereza Savojská                 |  |                             |                                      |  |  |  |  |  |  |  |                   |
|                   |                                       |  |                             |                                      |  |  |  |  |  |  |  |                   |
|                   |                                       |  |                             | Ferdinand Karel Habsbursko-Lotrinský |  |  |  |  |  |  |  |                   |
|                   |                                       |  |                             |                                      |  |  |  |  |  |  |  |                   |
|                   | Marie Tereza Rakouská-Este            |  |                             |                                      |  |  |  |  |  |  |  |                   |
|                   |                                       |  |                             |                                      |  |  |  |  |  |  |  |                   |
|                   |                                       |  |                             | Marie Beatrice d'Este                |  |  |  |  |  |  |  |                   |
|                   |                                       |  |                             |                                      |  |  |  |  |  |  |  |                   |
| Robert I. Parmský |                                       |  |                             |                                      |  |  |  |  |  |  |  |                   |
|                   |                                       |  |                             |                                      |  |  |  |  |  |  |  |                   |
|                   |                                       |  | Ludvík Ferdinand Bourbonský |                                      |  |  |  |  |  |  |  |                   |
|                   |                                       |  |                             |                                      |  |  |  |  |  |  |  |                   |
|                   | Karel X.                              |  |                             |                                      |  |  |  |  |  |  |  |                   |
|                   |                                       |  |                             |                                      |  |  |  |  |  |  |  |                   |
|                   |                                       |  |                             | Marie Josefa Saská                   |  |  |  |  |  |  |  |                   |
|                   |                                       |  |                             |                                      |  |  |  |  |  |  |  |                   |
|                   | Karel Ferdinand Bourbonský            |  |                             |                                      |  |  |  |  |  |  |  |                   |
|                   |                                       |  |                             |                                      |  |  |  |  |  |  |  |                   |
|                   |                                       |  |                             | Viktor Amadeus III.                  |  |  |  |  |  |  |  |                   |
|                   |                                       |  |                             |                                      |  |  |  |  |  |  |  |                   |
|                   | Marie Tereza Savojská                 |  |                             |                                      |  |  |  |  |  |  |  |                   |
|                   |                                       |  |                             |                                      |  |  |  |  |  |  |  |                   |
|                   |                                       |  |                             | Marie Antonie Španělská              |  |  |  |  |  |  |  |                   |
|                   |                                       |  |                             |                                      |  |  |  |  |  |  |  |                   |
|                   | Luisa Marie Terezie z Artois          |  |                             |                                      |  |  |  |  |  |  |  |                   |
|                   |                                       |  |                             |                                      |  |  |  |  |  |  |  |                   |
|                   |                                       |  |                             | Ferdinand I. Neapolsko-Sicilský      |  |  |  |  |  |  |  |                   |
|                   |                                       |  |                             |                                      |  |  |  |  |  |  |  |                   |
|                   | František I. Neapolsko-Sicilský       |  |                             |                                      |  |  |  |  |  |  |  |                   |
|                   |                                       |  |                             |                                      |  |  |  |  |  |  |  |                   |
|                   |                                       |  |                             | Marie Karolína Habsbursko-Lotrinská  |  |  |  |  |  |  |  |                   |
|                   |                                       |  |                             |                                      |  |  |  |  |  |  |  |                   |
|                   | Marie Karolína Neapolsko-Sicilská     |  |                             |                                      |  |  |  |  |  |  |  |                   |
|                   |                                       |  |                             |                                      |  |  |  |  |  |  |  |                   |
|                   |                                       |  |                             | Leopold II.                          |  |  |  |  |  |  |  |                   |
|                   |                                       |  |                             |                                      |  |  |  |  |  |  |  |                   |
|                   | Marie Klementina Habsbursko-Lotrinská |  |                             |                                      |  |  |  |  |  |  |  |                   |
|                   |                                       |  |                             |                                      |  |  |  |  |  |  |  |                   |
|                   |                                       |  |                             | Marie Ludovika Španělská             |  |  |  |  |  |  |  |                   |
|                   |                                       |  |                             |                                      |  |  |  |  |  |  |  |                   |